# ننامدی کالینز
ننامدی کالینز (انگلیسی: Nnamdi Collins؛ زادهٔ ۱۰ ژانویهٔ ۲۰۰۴) بازیکن فوتبال اهل آلمان است.
وی همچنین در تیم‌های ملی فوتبال جوانان آلمان، Germany national under-16 football team، و جوانان آلمان بازی کرده‌است.